# Bujny Szlacheckie
Bujny Szlacheckie (pronunciación en polaco: /ˈbujnɨ ʂlaˈxɛtskʲɛ/) es un pueblo ubicado en el distrito administrativo de Gmina Zelów, dentro del Distrito de Bełchatów, Voivodato de Łódź, en Polonia central. Se encuentra aproximadamente a 4 kilómetros al este de Zelów, a 14 kilómetros al noroeste de Serłchatów, y a 38 kilómetros al sur de la capital regional Łódź.